# Chelsea F.C. mùa giải 2016–17
Mùa giải 2016–17 là mùa bóng thứ 103 của Chelsea, mùa thứ 27 liên tiếp tại hạng đấu cao nhất bóng đá Anh, mùa thứ 25 liên tiếp tại Premier League, và là năm thứ 111 tồn tại của câu lạc bộ. Họ tham dự mùa giải này với mục tiêu phục hồi lại sau một mùa giải 2015–16 đáng thất vọng. Chelsea cũng tham dự FA Cup và League Cup, nhưng không tham dự bất cứ giải đấu nào của UEFA lần đầu tiên kể từ mùa giải 1996–97. Mùa giải bắt đầu từ 1 tháng 7 năm 2016 tới 30 tháng 6 năm 2017.

## Câu lạc bộ

### Ban huấn luyện
| Vị trí                                        | Nhân sự             |
| --------------------------------------------- | ------------------- |
| Huấn luyện viên đội một                       | Antonio Conte       |
| Trợ lý huấn luyện viên                        | Angelo Alessio      |
| Trợ lý huấn luyện viên                        | Gianluca Conte      |
| Trợ lý huấn luyện viên                        | Steve Holland       |
| Giám đốc kỹ thuật                             | Michael Emenalo     |
| Huấn luyện viên thủ môn                       | Gianluca Spinelli   |
| Huấn luyện viên thủ môn                       | Henrique Hilario    |
| Huấn luyện viên thể lực                       | Paolo Bertelli      |
| Huấn luyện viên thể lực                       | Julio Tous          |
| Huấn luyện viên thể lực                       | Chris Jones         |
| Trợ lý huấn luyện viên thể lực                | Constantino Coratti |
| Đại sứ câu lạc bộ                             | Carlo Cudicini      |
| Chuyên gia huấn luyện cá nhân/Dinh dưỡng      | Tiberio Ancora      |
| Tuyển trạch viên cấp cao                      | Mick McGiven        |
| Giám đốc y khoa                               | Paco Biosca         |
| Trưởng bộ phận phát triển cầu thủ trẻ         | Neil Bath           |
| Huấn luyện viên đội U-21                      | Adi Viveash         |
| Huấn luyện viên đội U-18                      | Jody Morris         |
| Trưởng bộ phận phân tích trận đấu/Tuyển trạch | James Melbourne     |

Nguồn: Chelsea F.C.

### Thông tin khác
| Chủ sở hữu                   | Roman Abramovich                      |
| Chủ tịch                     | Bruce Buck                            |
| Giám đốc                     | Marina Granovskaia Eugene Tenenbaum   |
| Sân (sức chứa và kích thước) | Stamford Bridge (41,663 / 103x67 mét) |
| Sân tập                      | Trung tâm huấn luyện Cobham           |

Nguồn: Chelsea F.C.

## Thông tin đội hình

### Đội một
Tính đến 1 tháng 9 năm 2016.
| Số áo    | Tên                    | Quốc tịch            | Vị trí       | Ngày sinh (Tuổi)  |
| Thủ môn  | Thủ môn                | Thủ môn              | Thủ môn      | Thủ môn           |
| -------- | ---------------------- | -------------------- | ------------ | ----------------- |
| 1        | Asmir Begović HG1      | Bosna và Hercegovina | GK           | 20 tháng 6, 1987  |
| 13       | Thibaut Courtois       | Bỉ                   | GK           | 11 tháng 5, 1992  |
| 37       | Eduardo                | Bồ Đào Nha           | GK           | 19 tháng 9, 1982  |
| Hậu vệ   |                        |                      |              |                   |
| 2        | Branislav Ivanović     | Serbia               | RB / CB      | 22 tháng 2, 1984  |
| 3        | Marcos Alonso          | Tây Ban Nha          | LB / LW / CB | 28 tháng 12, 1990 |
| 5        | Kurt Zouma             | Pháp                 | CB / DM      | 27 tháng 10, 1994 |
| 24       | Gary Cahill HG1        | Anh                  | CB           | 19 tháng 12, 1985 |
| 26       | John Terry HG2         | Anh                  | CB           | 7 tháng 12, 1980  |
| 28       | César Azpilicueta      | Tây Ban Nha          | RB / LB      | 28 tháng 8, 1989  |
| 30       | David Luiz             | Brasil               | CB / DM      | 27 tháng 4, 1987  |
| 34       | Ola Aina U21           | Anh                  | RB / CB / LB | 8 tháng 10, 1996  |
| Tiền vệ  |                        |                      |              |                   |
| 4        | Cesc Fàbregas HG1      | Tây Ban Nha          | CM / AM      | 4 tháng 5, 1987   |
| 7        | N'Golo Kanté           | Pháp                 | CM / DM      | 29 tháng 3, 1991  |
| 8        | Oscar                  | Brasil               | AM / RW / CM | 9 tháng 9, 1991   |
| 10       | Eden Hazard            | Bỉ                   | LW / AM / RW | 7 tháng 1, 1991   |
| 11       | Pedro                  | Tây Ban Nha          | RW / LW      | 28 tháng 7, 1987  |
| 12       | John Obi Mikel         | Nigeria              | DM / CM      | 22 tháng 4, 1987  |
| 14       | Ruben Loftus-Cheek U21 | Anh                  | CM / AM / CF | 23 tháng 1, 1996  |
| 15       | Victor Moses HG1       | Nigeria              | RW / LW      | 12 tháng 12, 1990 |
| 21       | Nemanja Matić          | Serbia               | DM / CM      | 1 tháng 8, 1988   |
| 22       | Willian                | Brasil               | RW / AM      | 9 tháng 8, 1988   |
| 29       | Nathaniel Chalobah HG2 | Anh                  | DM / CM / CB | 12 tháng 12, 1994 |
| Tiền đạo |                        |                      |              |                   |
| 19       | Diego Costa            | Tây Ban Nha          | CF           | 7 tháng 10, 1988  |
| 23       | Michy Batshuayi        | Bỉ                   | CF           | 2 tháng 10, 1993  |
| 41       | Dominic Solanke U21    | Anh                  | CF           | 14 tháng 9, 1997  |

- HG1 = Cầu thủ hiệp hội đào tạo
- HG2 = Cầu thủ câu lạc bộ đào tạo
- U21 = Cầu thủ U-21

## Hợp đồng mới
| Số | VT | Cầu thủ                  | Thời hạn hợp đồng | Kết thúc hợp đồng | Ngày                 | Nguồn         |
| -- | -- | ------------------------ | ----------------- | ----------------- | -------------------- | ------------- |
| 54 | CB | Trevoh Chalobah          | 3 năm             | 2019              | 29 tháng 6 năm 2016  | [ 5 ]         |
| 55 | RB | Joseph Colley            | 3 năm             | 2019              | 29 tháng 6 năm 2016  | [ 5 ]         |
| 40 | GK | Nathan Baxter            | 2 năm             | 2018              | 29 tháng 6 năm 2016  | [ 5 ]         |
| 62 | LW | Harvey St Clair          | 2 năm             | 2018              | 29 tháng 6 năm 2016  | [ 5 ]         |
| 77 | CF | Malakai Hinckson-Mars    | 2 năm             | 2018              | 29 tháng 6 năm 2016  | [ 5 ]         |
| 56 | LB | Cole Dasilva             | 1 năm             | 2017              | 29 tháng 6 năm 2016  | [ 5 ]         |
| 42 | GK | Bradley Collins          | 2 năm             | 2018              | 1 tháng 7 năm 2016   | [ 6 ]         |
| —  | RW | Alex Kiwomya             | 1 năm             | 2017              | 1 tháng 7 năm 2016   | [ 6 ]         |
| 34 | RB | Ola Aina                 | 4 năm             | 2020              | 6 tháng 7 năm 2016   | [ 7 ]         |
| —  | DM | Tika Musonda             | 1 năm             | 2017              | 6 tháng 7 năm 2016   | [ 8 ] [ 9 ]   |
| 22 | RW | Willian                  | 4 năm             | 2020              | 12 tháng 7 năm 2016  | [ 10 ]        |
| 33 | CB | Fikayo Tomori            | 4 năm             | 2020              | 1 tháng 8 năm 2016   | [ 11 ]        |
| 45 | CM | Mukhtar Ali              | 2 năm             | 2018              | 3 tháng 8 năm 2016   | [ 12 ] [ 13 ] |
| 50 | CM | Ruben Sammut             | 2 năm             | 2018              | 4 tháng 8 năm 2016   | [ 13 ]        |
| 61 | RB | Richard Nartey           | 1 năm             | 2017              | 4 tháng 8 năm 2016   | [ 13 ]        |
| 14 | RW | Bertrand Traoré          | 3 năm             | 2019              | 12 tháng 8 năm 2016  | [ 14 ]        |
| —  | CB | Kenneth Omeruo           | 3 năm             | 2019              | 31 tháng 8 năm 2016  | [ 15 ]        |
| —  | RB | Todd Kane                | 3 năm             | 2019              | 23 tháng 9 năm 2016  | [ 16 ]        |
| 28 | RB | César Azpilicueta        | 4 năm             | 2020              | 13 tháng 12 năm 2016 | [ 17 ]        |
| 73 | CF | Martell Taylor-Crossdale | 3 năm             | 2019              | 23 tháng 12 năm 2016 | [ 18 ]        |
| 27 | CM | Marco van Ginkel         | 3 năm             | 2019              | 31 tháng 12 năm 2016 | [ 19 ]        |
| —  | DM | Jordan Houghton          | 2 năm             | 2018              | 1 tháng 1 năm 2017   | [ 20 ]        |
| 66 | GK | Jamie Cumming            | 3 năm             | 2019              | 5 tháng 1 năm 2017   | [ 21 ]        |
| 59 | CM | Luke McCormick           | 2 năm             | 2018              | 6 tháng 2 năm 2017   | [ 22 ]        |
| 15 | RW | Victor Moses             | 4 năm             | 2021              | 1 tháng 3 năm 2017   | [ 23 ]        |
| 69 | RM | Reece James              | 3 năm             | 2019              | 3 tháng 3 năm 2017   | [ 24 ]        |
| 67 | CM | Conor Gallagher          | 3 năm             | 2019              | 3 tháng 3 năm 2017   | [ 25 ]        |
| 60 | AM | Mason Mount              | 5 năm             | 2021              | 4 tháng 4 năm 2017   | [ 26 ]        |

## Chuyển nhượng

### Đến

#### Mùa hè
| Số | VT | Cầu thủ               | Chuyển đến từ       | Giá                 | Ngày                | Nguồn         |
| -- | -- | --------------------- | ------------------- | ------------------- | ------------------- | ------------- |
| —  | CM | Juan Familia-Castillo | Ajax                | Miễn phí (học viên) | 1 tháng 7 năm 2016  | [ 27 ]        |
| 23 | CF | Michy Batshuayi       | Marseille           | £33,200,000         | 3 tháng 7 năm 2016  | [ 28 ] [ 29 ] |
| —  | CF | Charlie Brown         | Ipswich Town        | Miễn phí (học viên) | 9 tháng 7 năm 2016  | [ 30 ]        |
| 7  | CM | N'Golo Kanté          | Leicester City      | £30,000,000         | 16 tháng 7 năm 2016 | [ 31 ] [ 32 ] |
| —  | GK | Marcin Bułka          | FCB Escola Varsovia | Miễn phí (học viên) | 29 tháng 7 năm 2016 | [ 33 ] [ 34 ] |
| 37 | GK | Eduardo               | Dinamo Zagreb       | Miễn phí            | 25 tháng 8 năm 2016 | [ 35 ]        |
| 3  | LB | Marcos Alonso         | Fiorentina          | £23,000,000         | 31 tháng 8 năm 2016 | [ 36 ]        |
| 30 | CB | David Luiz            | Paris Saint-Germain | £30,000,000         | 31 tháng 8 năm 2016 | [ 37 ]        |

#### Mùa đông
| Số | VT | Cầu thủ | Chuyển đến từ | Giá | Ngày | Nguồn |
| -- | -- | ------- | ------------- | --- | ---- | ----- |

### Đi

#### Mùa hè
| Số | VT | Cầu thủ         | Chuyển đến      | Giá               | Ngày                | Nguồn  |
| -- | -- | --------------- | --------------- | ----------------- | ------------------- | ------ |
| 32 | GK | Marco Amelia    | Không ràng buộc | Miễn phí          | 30 tháng 6 năm 2016 | [ 38 ] |
| —  | LB | Kevin Wright    | Không ràng buộc | Miễn phí          | 30 tháng 6 năm 2016 | [ 38 ] |
| 9  | CF | Radamel Falcao  | Monaco          | Hết hợp đồng mượn | 30 tháng 6 năm 2016 | [ 39 ] |
| 11 | CF | Alexandre Pato  | Corinthians     | Hết hợp đồng mượn | 30 tháng 6 năm 2016 | [ 39 ] |
| —  | CF | Stipe Perica    | Udinese         | £3,400,000        | 1 tháng 7 năm 2016  | [ 40 ] |
| —  | LW | Reece Mitchell  | Chesterfield    | Miễn phí          | 1 tháng 7 năm 2016  | [ 41 ] |
| —  | CM | John Swift      | Reading         | Miễn phí          | 14 tháng 7 năm 2016 | [ 42 ] |
| —  | RW | Mohamed Salah   | Roma            | £14,500,000       | 3 tháng 8 năm 2016  | [ 43 ] |
| —  | CB | Papy Djilobodji | Sunderland      | £8,000,000        | 5 tháng 8 năm 2016  | [ 44 ] |
| —  | AM | Marko Marin     | Olympiacos      | £3,000,000        | 23 tháng 8 năm 2016 | [ 45 ] |

#### Mùa đông
| Số | VT | Cầu thủ | Chuyển đến        | Giá          | Ngày   | Nguồn                     |
| -- | -- | ------- | ----------------- | ------------ | ------ | ------------------------- |
| 1  | AM | 🇧🇷Oscar | 🇨🇳Thượng Hải SIPG | 65m Bảng Anh | 1/2017 | 1w6v75so90by8zcvw0vnduvwm |

### Mượn

#### Mùa đông
| Số | VT | Cầu thủ | Mượn từ | Bắt đầu | Kết thúc | Nguồn |
| -- | -- | ------- | ------- | ------- | -------- | ----- |

### Cho mượn

#### Mùa hè
| Số | VT | Cầu thủ             | CLB cho mượn             | Bắt đầu             | Kết thúc            | Nguồn         |
| -- | -- | ------------------- | ------------------------ | ------------------- | ------------------- | ------------- |
| —  | RB | Wallace             | Grêmio                   | 7 tháng 1 năm 2016  | 30 tháng 6 năm 2017 | [ 46 ] [ 47 ] |
| —  | LB | Nathan Aké          | Bournemouth              | 1 tháng 7 năm 2016  | 30 tháng 6 năm 2017 | [ 48 ]        |
| —  | CM | Lewis Baker         | Vitesse                  | 1 tháng 7 năm 2016  | 30 tháng 6 năm 2017 | [ 49 ]        |
| —  | GK | Mitchell Beeney     | Crawley Town             | 1 tháng 7 năm 2016  | 3 tháng 1 năm 2017  | [ 50 ]        |
| —  | CB | Andreas Christensen | Borussia Mönchengladbach | 1 tháng 7 năm 2016  | 30 tháng 6 năm 2017 | [ 51 ]        |
| —  | LW | Charly Musonda      | Real Betis               | 1 tháng 7 năm 2016  | 30 tháng 6 năm 2017 | [ 52 ]        |
| —  | LW | Nathan              | Vitesse                  | 1 tháng 7 năm 2016  | 30 tháng 6 năm 2017 | [ 53 ]        |
| —  | CF | Joao Rodríguez      | Santa Fe                 | 1 tháng 7 năm 2016  | 30 tháng 6 năm 2017 | [ 54 ]        |
| —  | AM | Jérémie Boga        | Granada                  | 6 tháng 7 năm 2016  | 30 tháng 6 năm 2017 | [ 55 ] [ 56 ] |
| —  | CB | Tomáš Kalas         | Fulham                   | 13 tháng 7 năm 2016 | 30 tháng 6 năm 2017 | [ 57 ]        |
| 38 | AM | Kasey Palmer        | Huddersfield Town        | 15 tháng 7 năm 2016 | 30 tháng 6 năm 2017 | [ 58 ]        |
| —  | RW | Alex Kiwomya        | Crewe Alexandra          | 20 tháng 7 năm 2016 | 9 tháng 1 năm 2017  | [ 59 ]        |
| —  | DM | Victorien Angban    | Granada                  | 22 tháng 7 năm 2016 | 30 tháng 6 năm 2017 | [ 60 ] [ 61 ] |
| —  | GK | Matej Delač         | Mouscron-Péruwelz        | 22 tháng 7 năm 2016 | 30 tháng 6 năm 2017 | [ 60 ] [ 62 ] |
| 6  | LB | Baba Rahman         | FC Schalke 04            | 2 tháng 8 năm 2016  | 30 tháng 6 năm 2017 | [ 64 ]        |
| 32 | CF | Tammy Abraham       | Bristol City             | 5 tháng 8 năm 2016  | 30 tháng 6 năm 2017 | [ 65 ]        |
| —  | CM | Jordan Houghton     | Doncaster Rovers         | 6 tháng 8 năm 2016  | 3 tháng 1 năm 2017  | [ 60 ]        |
| —  | CB | Alex Davey          | Crawley Town             | 11 tháng 8 năm 2016 | 3 tháng 1 năm 2017  | [ 66 ]        |
| 14 | RW | Bertrand Traoré     | Ajax                     | 12 tháng 8 năm 2016 | 30 tháng 6 năm 2017 | [ 67 ]        |
| —  | CM | Danilo Pantić       | Excelsior                | 12 tháng 8 năm 2016 | 30 tháng 6 năm 2017 | [ 68 ]        |
| 30 | CB | Michael Hector      | Eintracht Frankfurt      | 14 tháng 8 năm 2016 | 30 tháng 6 năm 2017 | [ 69 ]        |
| 27 | GK | Jamal Blackman      | Wycombe Wanderers        | 15 tháng 8 năm 2016 | 3 tháng 1 năm 2017  | [ 70 ]        |
| —  | RW | Isaiah Brown        | Rotherham United         | 15 tháng 8 năm 2016 | 30 tháng 6 năm 2017 | [ 71 ]        |
| —  | CM | Mario Pašalić       | Milan                    | 27 tháng 8 năm 2016 | 30 tháng 6 năm 2017 | [ 72 ]        |
| —  | CF | Patrick Bamford     | Burnley                  | 30 tháng 8 năm 2016 | 30 tháng 6 năm 2017 | [ 73 ]        |
| 18 | CF | Loïc Rémy           | Crystal Palace           | 30 tháng 8 năm 2016 | 30 tháng 6 năm 2017 | [ 74 ]        |
| 16 | LW | Kenedy              | Watford                  | 30 tháng 8 năm 2016 | 30 tháng 6 năm 2017 | [ 75 ]        |
| —  | CB | Dion Conroy         | Aldershot Town           | 31 tháng 8 năm 2017 | 15 tháng 1 năm 2017 | [ 76 ]        |
| —  | LM | Cristián Cuevas     | Sint-Truiden             | 31 tháng 8 năm 2016 | 30 tháng 6 năm 2017 | [ 76 ]        |
| 40 | GK | Nathan Baxter       | Metropolitan Police      | 31 tháng 8 năm 2016 | 15 tháng 1 năm 2017 | [ 76 ]        |
| —  | CF | Islam Feruz         | Mouscron-Péruwelz        | 31 tháng 8 năm 2016 | 30 tháng 6 năm 2017 | [ 76 ]        |
| —  | CB | Kenneth Omeruo      | Alanyaspor               | 31 tháng 8 năm 2016 | 30 tháng 6 năm 2017 | [ 15 ]        |
| 17 | RW | Juan Cuadrado       | Juventus                 | 31 tháng 8 năm 2016 | 30 tháng 6 năm 2019 | [ 77 ]        |
| —  | CB | Jake Clarke-Salter  | Bristol Rovers           | 31 tháng 8 năm 2016 | 30 tháng 6 năm 2017 | [ 78 ]        |
| —  | CM | Charlie Colkett     | Bristol Rovers           | 31 tháng 8 năm 2016 | 30 tháng 6 năm 2017 | [ 78 ]        |
| —  | LW | Lucas Piazon        | Fulham                   | 31 tháng 8 năm 2016 | 15 tháng 1 năm 2017 | [ 79 ]        |
| —  | RW | Christian Atsu      | Newcastle United         | 31 tháng 8 năm 2016 | 30 tháng 6 năm 2017 | [ 80 ]        |
| 20 | CB | Matt Miazga         | Vitesse                  | 31 tháng 8 năm 2016 | 30 tháng 6 năm 2017 | [ 81 ]        |

1. ↑  Mức phí mượn £500,000 được chi trả cho hợp đồng mượn Baba Rahman.[63]

#### Mùa đông
| Số | VT | Cầu thủ | CLB cho mượn | Bắt đầu | Kết thúc | Nguồn |
| -- | -- | ------- | ------------ | ------- | -------- | ----- |

### Hoạt động chuyển nhượng
| Mùa hè: £116,200,000 Mùa đông: £ Tổng: £116,200,000 | Mùa hè: £28,900,000 Mùa đông: £ Tổng: £28,900,000 | Mùa hè: £87,300,000 Mùa đông: £ Tổng: £87,300,000 |

## Trước mùa giải
Ngày 13 tháng 4 năm 2016, Chelsea công bố tới Áo để thi đấu hai trận đấu trước mùa giải với Rapid Wien và Wolfsberger AC. Chelsea cũng có một trận gặp đội bóng Bundesliga Werder Bremen tại Đức.
| 16 tháng Bảy2016 Giao hữu | Rapid Wien              | 2–0      | Chelsea | Viên, Áo                                                     |  |
| 17:00 CEST                | Joelinton 8' · Tomi 82' | Chi tiết |         | Sân vận động: Allianz Stadion Trọng tài: Harald Lechner (Áo) |  |

| 20 tháng 7 năm 2016 Giao hữu | Wolfsberger AC | 0–3      | Chelsea                                                       | Klagenfurt, Áo                                                                              |  |
| 19:00 CEST                   |                | Chi tiết | Ivanović 39' · Traoré 41' · Loftus-Cheek 84' · Chalobah 90+1' | Sân vận động: Wörthersee Stadion Lượng khán giả: 7800 Trọng tài: Chiristian-Petru Ciochirca |  |

| 21 tháng 7 năm 2016 Giao hữu | Atus Ferlach | 0–8      | Chelsea                                                          | Ferlach, Áo              |  |
| 10:00 CEST                   |              | Chi tiết | Rémy 11' 41' 81' · Mikel 35' · Batshuayi 49' 67' · Pedro 56' 76' | Lượng khán giả: 'Đá kín' |  |

| 7 tháng 8 năm 2016 Giao hữu | Werder Bremen                             | 2–4      | Chelsea                                                  | Bremen, Đức                                                                 |  |
| 15:00 CEST                  | Pizarro 33' (ph.đ.) · Thy 65' · Fritz 69' | Chi tiết | Hazard 7' · Oscar 9' · Matić 32' · Costa 45' · Pedro 90' | Sân vận động: Weserstadion Lượng khán giả: 23,611 Trọng tài: Sven Jablonski |  |

### International Champions Cup
Ngày 22 tháng 3 năm 2016, lịch thi đấu International Champions Cup 2016 được công bố Chelsea thi đấu với Liverpool, Real Madrid và Milan.
| 27 tháng 7 năm 2016 International Champions Cup | Chelsea                        | 1–0      | Liverpool                                                      | Pasadena, California, Hoa Kỳ                                               |  |
| 20:00 PDT                                       | Cahill 10', 24' · Fàbregas 70' | Chi tiết | Moreno 6' · Grujić 12' · Ejaria 39' · Lovren 53' · Stewart 72' | Sân vận động: Rose Bowl Lượng khán giả: 53,117 Trọng tài: Baldomero Toledo |  |

| ngày 30 tháng 7 năm 2016 International Champions Cup | Real Madrid                                                | 3–2      | Chelsea                                                 | Ann Arbor, Michigan, Hoa Kỳ                                                             |  |
| 15:00 EDT                                            | Marcelo 19', 26' · Mariano 37' · Casemiro 57' · Zidane 78' | Chi tiết | Traoré 28' · Pedro 33' · Cahill 42' · Hazard 80', 90+1' | Sân vận động: Sân vận động Michigan Lượng khán giả: 105,826 Trọng tài: Younes Marrakchi |  |

| ngày 3 tháng 8 năm 2016 International Champions Cup | Milan                                         | 1–3      | Chelsea                             | Minneapolis, Minnesota, Hoa Kỳ                                                         |  |
| 20:00 CDT                                           | Romagnoli 5' · Bonaventura 38' · Calabria 64' | Chi tiết | Traoré 24' · Oscar 70' (ph.đ.), 87' | Sân vận động: Sân vận động U.S. Bank Lượng khán giả: 64,101 Trọng tài: Edvin Jurisevic |  |

## Các giải đấu

### Tổng quan
| Giải đấu         | Kết quả | Kết quả | Kết quả | Kết quả | Kết quả | Kết quả | Kết quả | Kết quả |
| Giải đấu         | Tr      | T       | H       | B       | BT      | BB      | HS      | % Thắng |
| ---------------- | ------- | ------- | ------- | ------- | ------- | ------- | ------- | ------- |
| Premier League   | 4       | 3       | 1       | 0       | 9       | 4       | +5      | 075,00  |
| FA Cup           | 0       | 0       | 0       | 0       | 0       | 0       | +0      | —       |
| EFL Cup          | 1       | 1       | 0       | 0       | 3       | 2       | +1      | 100,00  |
| Tổng             | 5       | 4       | 1       | 0       | 12      | 6       | +6      | 080,00  |
| EFL Trophy (U23) | 1       | 0       | 0       | 1       | 1       | 2       | −1      | 000,00  |
| Tổng (U23)       | 1       | 0       | 0       | 1       | 1       | 2       | −1      | 000,00  |

Lần cập nhật cuối: 14 tháng 9 năm 2016
Nguồn: Các giải đấu

### Premier League

#### Bảng xếp hạng
| VT | Đội               | ST | T  | H  | B | BT | BB | HS  | Đ  | Giành quyền tham dự hoặc xuống hạng    |
| -- | ----------------- | -- | -- | -- | - | -- | -- | --- | -- | -------------------------------------- |
| 1  | Chelsea (C)       | 38 | 30 | 3  | 5 | 85 | 33 | +52 | 93 | Lọt vào Vòng bảng Champions League     |
| 2  | Tottenham Hotspur | 38 | 26 | 8  | 4 | 86 | 26 | +60 | 86 | Lọt vào Vòng bảng Champions League     |
| 3  | Manchester City   | 38 | 23 | 9  | 6 | 80 | 39 | +41 | 78 | Lọt vào Vòng bảng Champions League     |
| 4  | Liverpool         | 38 | 22 | 10 | 6 | 78 | 42 | +36 | 76 | Lọt vào Vòng play-off Champions League |
| 5  | Arsenal           | 38 | 23 | 6  | 9 | 77 | 44 | +33 | 75 | Lọt vào Vòng bảng Europa League        |

1. ↑  Do hai đội lọt vào chung kết Cúp FA 2016–17 (Arsenal và Chelsea) đều đã có vé dự cúp châu Âu dựa trên thứ hạng của mình, suất dự vòng bảng Europa League của nhà vô địch Cúp FA được chuyển cho đội có thứ hạng gần nhất (đội thứ năm) còn các suất khác giữ nguyên.

#### Kết quả
| Tổng thể | Tổng thể | Tổng thể | Tổng thể | Tổng thể | Tổng thể | Tổng thể | Tổng thể | Sân nhà | Sân nhà | Sân nhà | Sân nhà | Sân nhà | Sân nhà | Sân khách | Sân khách | Sân khách | Sân khách | Sân khách | Sân khách |
| ST       | T        | H        | B        | BT       | BB       | HS       | Đ        | T       | H       | B       | BT      | BB      | HS      | T         | H         | B         | BT        | BB        | HS        |
| -------- | -------- | -------- | -------- | -------- | -------- | -------- | -------- | ------- | ------- | ------- | ------- | ------- | ------- | --------- | --------- | --------- | --------- | --------- | --------- |
| 5        | 3        | 1        | 1        | 10       | 6        | +4       | 10       | 2       | 0       | 1       | 6       | 3       | +3      | 1         | 1         | 0         | 4         | 3         | +1        |

Cập nhật lần cuối: 16 tháng 9 năm 2016.

Nguồn: Premier League

#### Kết quả theo vòng
| Vòng    | 1 | 2 | 3 | 4 | 5 | 6 | 7 | 8 | 9 | 10 | 11 | 12 | 13 | 14 | 15 | 16 | 17 | 18 | 19 | 20 | 21 | 22 | 23 | 24 | 25 | 26 | 27 | 28 | 29 | 30 | 31 | 32 | 33 | 34 | 35 | 36 | 37 | 38 |
| ------- | - | - | - | - | - | - | - | - | - | -- | -- | -- | -- | -- | -- | -- | -- | -- | -- | -- | -- | -- | -- | -- | -- | -- | -- | -- | -- | -- | -- | -- | -- | -- | -- | -- | -- | -- |
| Sân     | N | K | N | K | N | K |   |   |   |    |    |    |    |    |    |    |    |    |    |    |    |    |    |    |    |    |    |    |    |    |    |    |    |    |    |    |    |    |
| Kết quả | W | W | W | D | L |   |   |   |   |    |    |    |    |    |    |    |    |    |    |    |    |    |    |    |    |    |    |    |    |    |    |    |    |    |    |    |    |    |
| Vị trí  | 3 | 4 | 2 | 2 | 5 |   |   |   |   |    |    |    |    |    |    |    |    |    |    |    |    |    |    |    |    |    |    |    |    |    |    |    |    |    |    |    |    |    |

Lần cập nhật cuối: 16 tháng 9 năm 2016.
Nguồn: Statto

Nền: A = Sân khác; H = Sân nhà. Kết quả: D = Hòa L = Thua; W = Thắng; P = Bị hoãn.

#### Tỉ số
Thắng
      Hòa
      Thua
| Đối thủ              | Sân nhà | Sân khách | Thắng hai lượt |
| -------------------- | ------- | --------- | -------------- |
| Arsenal              |         |           |                |
| Bournemouth          |         |           |                |
| Burnley              | 3–0     |           |                |
| Crystal Palace       |         |           |                |
| Everton              |         |           |                |
| Hull City            |         |           |                |
| Leicester City       |         |           |                |
| Liverpool            | 1–2     |           | No             |
| Manchester City      |         |           |                |
| Manchester United    |         |           |                |
| Middlesbrough        |         |           |                |
| Southampton          |         |           |                |
| Stoke City           |         |           |                |
| Sunderland           |         |           |                |
| Swansea City         |         | 2–2       | No             |
| Tottenham Hotspur    |         |           |                |
| Watford              |         | 2–1       |                |
| West Bromwich Albion |         |           |                |
| West Ham United      | 2–1     |           |                |

#### Trận đấu
Thắng
      Hòa
      Thua
Lịch thi đấu mùa giải 2016–17 được công bố ngày 15 tháng 6 năm 2016 lúc 9 giờ sáng.
| 15 tháng 8 năm 2016 1 | Chelsea                                                                       | 2–1      | West Ham United               | Luân Đôn                                                                       |  |
| 20:00 BST             | Kanté 3' · Costa 19' 89' · Hazard 47' (ph.đ.) · Azpilicueta 75' · Pedro 90+3' | Chi tiết | Collins 21' 77' · Antonio 46' | Sân vận động: Stamford Bridge Lượng khán giả: 41,521 Trọng tài: Anthony Taylor |  |

| 20 tháng 8 năm 2016 2 | Watford                                            | 1–2      | Chelsea                                                    | Watford                                                                     |  |
| 15:00 BST             | Deeney 19' · Capoue 55' · Britos 69' · Holebas 70' | Chi tiết | Cahill 20' · Costa 56', 87' · Batshuayi 80' · Hazard 90+2' | Sân vận động: Vicarage Road Lượng khán giả: 20,772 Trọng tài: Jonathan Moss |  |

| 27 tháng 8 năm 2016 3 | Chelsea                                                        | 3–0      | Burnley                   | Luân Đôn                                                                         |  |
| 15:00 BST             | Hazard 9' · Oscar 31' · Willian 41' · Ivanović 44' · Moses 89' | Chi tiết | Keane 50' · Tarkowski 90' | Sân vận động: Stamford Bridge Lượng khán giả: 41,607 Trọng tài: Mark Clattenburg |  |

| 11 tháng 9 năm 2016 4 | Swansea City                                                     | 2–2      | Chelsea                                                      | Swansea                                                                             |  |
| 16:00 BST             | Fer 26', 62' · Fernández 42' · Amat 48' · Sigurðsson 59' (ph.đ.) | Chi tiết | Costa 18', 81' 40' · Courtois 59' · Hazard 89' · Terry 90+2' | Sân vận động: Sân vận động Liberty Lượng khán giả: 20,865 Trọng tài: Andre Marriner |  |

| 16 tháng 9 năm 2016 5 | Chelsea                   | 1–2      | Liverpool                              | Luân Đôn                                                                        |  |
| 20:00 BST             | Willian 45+1' · Costa 61' | Chi tiết | Lovren 17' · Henderson 36' · Lucas 88' | Sân vận động: Stamford Bridge Lượng khán giả: 41,514 Trọng tài: Martin Atkinson |  |

| 24 tháng 9 năm 2016 6 | Arsenal | v | Chelsea | Luân Đôn                            |  |
| 17:30 BST             |         |   |         | Sân vận động: Sân vận động Emirates |  |

### FA Cup
Win
      Draw
      Loss
| tháng 1 năm 2017 Vòng ba |  | v |  |  |  |
|                          |  |   |  |  |  |

### EFL Cup
Thắng
      Hòa
      Thua
| 23 tháng 8 năm 2016 Vòng hai | Chelsea                                    | 3–2      | Bristol Rovers                                               | Luân Đôn                                                                     |  |
| 19:45 BST                    | Batshuayi 29', 41' · Moses 31' · Pedro 48' | Chi tiết | Hartley 35' · Harrison 48' (ph.đ.) · Easter 71' · Taylor 86' | Sân vận động: Stamford Bridge Lượng khán giả: 39,266 Trọng tài: Keith Stroud |  |

| 20 tháng 9 năm 2016 Vòng ba | Leicester City | v | Chelsea | Leicester                             |  |
| 19:45 BST                   |                |   |         | Sân vận động: Sân vận động King Power |  |

### EFL Trophy
Thắng
      Hòa
      Thua
| 13 tháng 9 năm 2016 | Swindon Town                                           | 2–1      | Chelsea (U23)         | Swindon                                                                     |  |
| 19:45 BST           | Rossi Branco 18' · Delfouneso 60' 86' · Iandolo 90'+1' | Chi tiết | Ali 80' · Collins 82' | Sân vận động: County Ground Lượng khán giả: 1,961 Trọng tài: Graham Horwood |  |

| 18 tháng 10 năm 2016 Vòng bảng | Exeter City | v | Chelsea (U23) | Exeter                      |  |
| 19:45 BST                      |             |   |               | Sân vận động: St James Park |  |

| 8 tháng 11 năm 2016 Vòng bảng | Chelsea (U23) | v | Oxford United | Luân Đôn                      |  |
| 19:45 BST                     |               |   |               | Sân vận động: Stamford Bridge |  |

## Thống kê

### Ra sân
| 1                                                                       | GK | Asmir Begović      | 0     | 0 | 0 | 0 | 1     | 0 | 1     | 0 | 0 | 0 |
| 2                                                                       | DF | Branislav Ivanović | 5     | 0 | 0 | 0 | 1     | 0 | 6     | 0 | 1 | 0 |
| 3                                                                       | DF | Marcos Alonso      | 0     | 0 | 0 | 0 | 0     | 0 | 0     | 0 | 0 | 0 |
| 4                                                                       | MF | Cesc Fàbregas      | 0 (3) | 0 | 0 | 0 | 1     | 0 | 1 (3) | 0 | 0 | 0 |
| 5                                                                       | DF | Kurt Zouma         | 0     | 0 | 0 | 0 | 0     | 0 | 0     | 0 | 0 | 0 |
| 7                                                                       | MF | N'Golo Kanté       | 5     | 0 | 0 | 0 | 0     | 0 | 5     | 0 | 1 | 0 |
| 8                                                                       | MF | Oscar              | 5     | 0 | 0 | 0 | 0 (1) | 0 | 5 (1) | 0 | 1 | 0 |
| 10                                                                      | MF | Eden Hazard        | 5     | 2 | 0 | 0 | 0 (1) | 0 | 5 (1) | 2 | 2 | 0 |
| 11                                                                      | MF | Pedro              | 1 (3) | 0 | 0 | 0 | 1     | 0 | 2 (3) | 0 | 2 | 0 |
| 12                                                                      | MF | John Obi Mikel     | 0     | 0 | 0 | 0 | 0     | 0 | 0     | 0 | 0 | 0 |
| 13                                                                      | GK | Thibaut Courtois   | 5     | 0 | 0 | 0 | 0     | 0 | 5     | 0 | 1 | 0 |
| 14                                                                      | MF | Ruben Loftus-Cheek | 0     | 0 | 0 | 0 | 1     | 0 | 1     | 0 | 0 | 0 |
| 15                                                                      | MF | Victor Moses       | 0 (5) | 1 | 0 | 0 | 1     | 1 | 1 (5) | 2 | 0 | 0 |
| 19                                                                      | FW | Diego Costa        | 5     | 5 | 0 | 0 | 0     | 0 | 5     | 5 | 3 | 0 |
| 21                                                                      | MF | Nemanja Matić      | 5     | 0 | 0 | 0 | 1     | 0 | 6     | 0 | 0 | 0 |
| 22                                                                      | MF | Willian            | 4     | 1 | 0 | 0 | 0     | 0 | 4     | 1 | 1 | 0 |
| 23                                                                      | FW | Michy Batshuayi    | 0 (4) | 1 | 0 | 0 | 1     | 2 | 1 (4) | 3 | 0 | 0 |
| 24                                                                      | DF | Gary Cahill        | 5     | 0 | 0 | 0 | 1     | 0 | 6     | 0 | 1 | 0 |
| 26                                                                      | DF | John Terry         | 4     | 0 | 0 | 0 | 0 (1) | 0 | 4 (1) | 0 | 1 | 0 |
| 28                                                                      | DF | César Azpilicueta  | 5     | 0 | 0 | 0 | 1     | 0 | 6     | 0 | 1 | 0 |
| 29                                                                      | MF | Nathaniel Chalobah | 0     | 0 | 0 | 0 | 0     | 0 | 0     | 0 | 0 | 0 |
| 30                                                                      | DF | David Luiz         | 1     | 0 | 0 | 0 | 0     | 0 | 1     | 0 | 0 | 0 |
| 34                                                                      | DF | Ola Aina           | 0     | 0 | 0 | 0 | 1     | 0 | 1     | 0 | 0 | 0 |
| 37                                                                      | GK | Eduardo            | 0     | 0 | 0 | 0 | 0     | 0 | 0     | 0 | 0 | 0 |
| 41                                                                      | FW | Dominic Solanke    | 0     | 0 | 0 | 0 | 0     | 0 | 0     | 0 | 0 | 0 |
| 42                                                                      | GK | Bradley Collins    | 0     | 0 | 0 | 0 | 0     | 0 | 0     | 0 | 0 | 0 |
| Cầy thủ rời câu lạc bộ vào kỳ chuyển nhượng tháng Tám/Một hoặc cho mượn |    |                    |       |   |   |   |       |   |       |   |   |   |

Cập nhật lần cuối: 16 tháng 9 năm 2016.

Nguồn: Chelsea F.C.

### Ghi bàn hàng đầu
Xếp theo số áo nếu bàn thắng bằng nhau.
| Hạng      | VT        | Số        | Cầu thủ         | Premier League | FA Cup | EFL Cup | Tổng |
| --------- | --------- | --------- | --------------- | -------------- | ------ | ------- | ---- |
| 1         | FW        | 19        | Diego Costa     | 5              | 0      | 0       | 5    |
| 2         | FW        | 23        | Michy Batshuayi | 1              | 0      | 2       | 3    |
| 3         | MF        | 10        | Eden Hazard     | 2              | 0      | 0       | 2    |
| 3         | MF        | 15        | Victor Moses    | 1              | 0      | 1       | 2    |
| 5         | MF        | 22        | Willian         | 1              | 0      | 0       | 1    |
| Phản lưới | Phản lưới | Phản lưới | Phản lưới       | 0              | 0      | 0       | 0    |
| Tổng      | Tổng      | Tổng      | Tổng            | 10             | 0      | 3       | 13   |

Cập nhật lần cuối: 16 tháng 9 năm 2016.

Nguồn: Chelsea F.C.

### Giữ sạch lưới
Xếp theo số áo nếu tổng số lần ra sân bằng nhau.
| Hạng | Số   | Cầu thủ          | Premier League | FA Cup | EFL Cup | Tổng |
| ---- | ---- | ---------------- | -------------- | ------ | ------- | ---- |
| 1    | 13   | Thibaut Courtois | 1              | 0      | 0       | 1    |
| 2    | 1    | Asmir Begović    | 0              | 0      | 0       | 0    |
| Tổng | Tổng | Tổng             | 1              | 0      | 0       | 1    |

Cập nhật lần cuối: 16 tháng 9 năm 2016.

Nguồn: Chelsea F.C.

### Tổng quan
| Số trận              | 6 (5 Premier League) (1 EFL Cup)    |
| Thắng                | 4 (3 Premier League) (1 EFL Cup)    |
| Hòa                  | 1 (1 Premier League)                |
| Thua                 | 1 (1 Premier League)                |
| Bàn thắng            | 13 (10 Premier League) (3 EFL Cup)  |
| Bàn thua             | 8 (6 Premier League) (2 EFL Cup)    |
| Hiệu số              | +5 (+4 Premier League) (+1 EFL Cup) |
| Giữ sạch lưới        | 1 (1 Premier League)                |
| Thẻ vàng             | 16 (15 Premier League) (1 EFL Cup)  |
| Thẻ đỏ               | 0                                   |
| Nhiều trận nhất      | 6 trận (7 cầu thủ)                  |
| Nhiều bàn thắng nhất | 5 (Diego Costa)                     |
| Tỉ lệ thắng          | Tổng: 4/6 (66.67%)                  |

Cập nhật lần cuối: 16 tháng 9 năm 2016.

Nguồn: Chelsea F.C.